# 1510

## Události
- Goa dobyta Portugalci a připojena k Portugalské Indii

### Probíhající události
- 1508–1516 – Válka ligy z Cambrai
- 1510–1514 – Hvarské povstání

## Narození
Česko
- 8. listopadu – Jan mladší Popel z Lobkovic, nejvyšší komorník Království českého († 12. dubna 1570)
- ? – Martin Kuthen ze Šprinsberku, český humanistický spisovatel († 29. března 1564)

Svět
- 28. října – František Borgia, třetí generál jezuitů († 30. září 1572)
- ? – Ambroise Paré, francouzský královský chirurg († 20. prosinec 1590)
- ? – Charles de Berlaymont, nizozemský politik († 4. června 1578)
- ? – Mikael Agricola, finský básník († 9. dubna 1557)
- ? – Matteo Borgorelli, italský architekt († duben 1572)
- ? – Francisco Vásquez de Coronado, španělský conquistador († 22. září 1554)
- ? – Jan Matsys, vlámský malíř († 8. říjen 1575)
- ? – Martynas Mažvydas, litevský spisovatel († 21. května 1563)
- ? – Leonard Stöckel, slovenský spisovatel, pedagog a teolog († 7. června 1560)
- ? – Diego Ortiz, španělský hudební skladatel († 1570)
- ? – Luis de Morales, španělský malíř
- ? – Oda Nobuhide japonský generál
- ? – Giovanni Battista Aostalli, italský architekt († 30. července 1575)
- ? – Nobuhide Oda, japonský vojevůdce a policejní soudce († 21. dubna 1551)
- ? – Hisahide Macunaga, japonský daimjó období Sengoku († 19. listopadu 1577)
- ? – Hans Bocksberger starší, malíř doby vrcholné renesance († ? 1561)

## Úmrtí
Česko

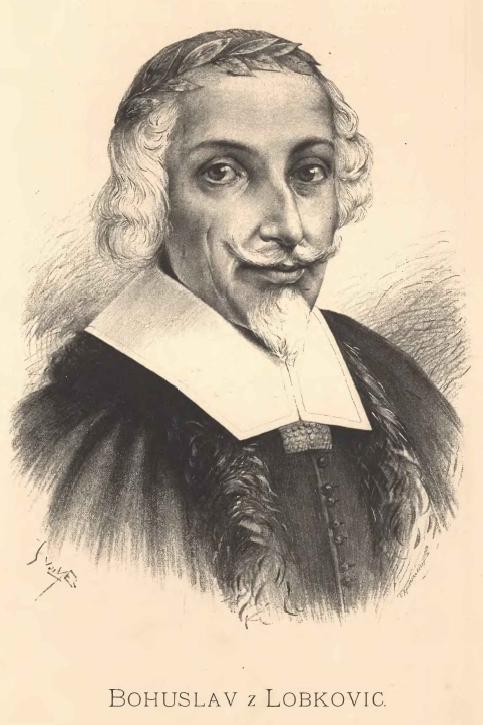
Bohuslav Hasištejnský

- 14. listopadu – Bohuslav Hasištejnský z Lobkovic, český básník (* 1461)

Svět
- 1. března – Francisco de Almeida, portugalský objevitel a vicekrál portugalské Indie (* 1450)
- 20. dubna – Jędrzej Boryszewski, arcibiskup lvovský a hnězdenský, primas polský (* 1435)
- 17. května – Sandro Botticelli, italský malíř (* 1444 nebo 1445)
- 27. července – Giovanni Sforza, italský kondotiér (* 5. července 1466)[1]
- 18. září – Uršula Braniborská, braniborská princezna (* 17. října 1488)
- 25. října – Giorgione, italský malíř (* 1477)
- 31. prosince – Bianca Marie Sforza, manželka římského císaře Maxmiliána I. (* 5. dubna 1472)

## Hlavy států
- České království – Vladislav Jagellonský
- Svatá říše římská – Maxmilián I.
- Papež – Julius II.
- Anglické království – Jindřich VIII. Tudor
- Francouzské království – Ludvík XII.
- Polské království – Zikmund I. Starý
- Uherské království – Vladislav Jagellonský
- Perská říše – Ismail I.